# Otto Brosius
Otto Rudolf Brosius (* 12. Januar 1899 in Berlin; † 11. September 1975 in Laubach) war ein deutscher Pädagoge und Hochschullehrer.
Der Sohn eines Werkzeugmeisters Brosius studierte in Berlin und promovierte 1929 bei Eduard Spranger. Als dessen Assistent 1932–36 ging er danach mit ihm zur Heerespsychologie der Wehrmacht in Berlin. Für die Eignungsprüfung schrieb er einen Aufsatz über den Fanatismus.
Ab 1945 unterrichtete er Hessen in Marburg als Lehrer, im Januar 1948 wurde er Lehrbeauftragter in pädagogischen Lehrgängen, 1952–54 Dozent am Pädagogischen Institut Darmstadt-Jugenheim und 1955 ao. Professor am Pädagogischen Institut Weilburg. Im Dezember 1963 wurde als ao. Prof. an die „Hochschule für Erziehung“ an der Justus-Liebig-Universität Gießen berufen und dort 1967 emeritiert.

## Schriften
- Wilhelm von Humboldts Religion (1929)
- Der Fanatiker – eine Persönlichkeitsanalyse, Inspektion des Personalprüfwesens des Heeres (1941, Hg.). Menschenformen. Volkstümliche Typen. Teil III. Band 1 Die Lehre von der praktischen Menschenkenntnis (Praktische Charakterologie). Bernard & Graefe, Berlin 1941, S. 79–87 online